# Елизабета Хасон
Елизабета Касон (енгл. Dr Elizabeth Casson, Денби, Велс 14. април 1881 — 17. децембар 1954, Бристол) била је британски лекар и пионир у радној терапији. Првобитно обучена за секретарицу, почела је да студира медицину на Универзитету у Бристолу са 32 године. Диплому лекара стекла  је 1926. године, и тако постала прва жена која је дипломирала медицину на Универзитету у Бристолу. Добитник је награде Гаскел Краљевског медицинско-психолошког удружења и дипломе психолошке медицине Универзитета у Лондону.
По завршетку медицине Касон је 1929. године у Бристолу основала резиденцијалну клинику за жене са менталним поремећајима, у којој је било довољно стамбеног простора за лечење 800 пацијенатица, а следеће године и прву школу радне терапије у Великој Британији у истој згради. 
Када је контролу над школом Касон 1948. пренела у надлежност непрофитне компаније, она је  и дање остала на њеном челу као потпредседник и медицински директор ове установе. 
Године 1949. године основала Труст Елизабета Касон са намером да унапреди образовање и лечење радном или окупационом терапије. Године 1951. именована је за ОБЕ за свој рад у Дорсет Хоусу и такође је постала почасни члан Светске федерације терапеута радном терапијом.

## Живот и каријера
Елизабета, позната као Елси била је шесто дете менаџера банке и аматера произвођача органа, Томаса Касона, из Велса, и његове супруге Лоре Ен. Један од њене браће, Луис Касон, постао је глумац и позоришни редитељ. Док је живела у Денбију, породица је стимулисала седморо деце да уживају у уметности. 
Када је 1891. године отац Томас  одлучио да покрене производњу органа  породица се преселила у Лондон, у коме се Елизабета школовала на Краљевском колеџу у Лондону,  за секретарице по очевом налогу. Након стицања звања секретарице, радила је као секретарица у фирми свог оца за изграду органа до његовог пензионисања. Током 1908, Елизабета је радио као стамбени менаџер за социјалног реформатора  Октавију Хил, бринући се о животним условима становника у Црвеном крсту у Сауварку.  Следећих пет година била је организатор рекреативних активности у сали, фокусирајући се на уметност.  Филозофија Октавије Хил утицала је на Елизабетин рад током наредних година. 
Године 1911, Елизабетин ујак, Исамбард Овен, проректор на Универзитету у Бристолу, обећао јој је да ће пронаћи место на факулзтету на коме би студирала  медицину уколико положи пријемни испит и упише се на универзитет. Две године се мучила са испитом из латинског језика, али га је на крају положила. Студије медицину почела је 1. октобра 1913. у доби од 32 године, а дипломирала 1919.  године. Након стицања дипломе лекара преузела је место у болници  West Hertfordshire Hospitalу у Хемел Хемпстеду.
Радећи као лекар приметила је да пацијенти на женским одељењима уживају у коришћењу свог уметничкиог талената и закључила да су такве активности важне за лечење болесника.  Схвативђи да ове активности не само да заокупљају пацијенте, већ им помажу и да стекну самопоштовање и да реше своје проблеме, она је са својим пацијентима почела да примењује радну терапију. 
Када је Елизабета постала лекар у санаторијуму Холови 1921. године, све више је развијала интересовање међу пацијентима за радну терапију, све  док је радила у овој установи до 1929. године. У то време је дипломирала и медицинску психологију на Универзитету у Лондону, а 1922. године, докторирала је на Универзитету у Бристолу 1926. (поставши прва жена којој је то пошло за руком). За свој рад 1927. добила је награду Гаскелл од Краљевског медицинско-психолошког удружења.   

## Дело
Са дугогодишњим интересовањем за драму и под утицајем покрета за уметност и занат, Елизабет није волела „атмосферу беспослице и досаде“ у дневним собама менталних болница. Посматрајући своје болесника она је „једног понедељка ујутру... открила је да се атмосфера у болници потпуно променила и схватила да су припреме за божићну декорацију почеле, а сви пацијенти су радосно радили у групама, користећи све своје уметничке таленте са правим интересовањем и задовољством. Од тог тренутка она је знала да радна терапија треба да буде саставни део лечења и да се мора обезбедити у психијатријским болницама.”
Само запажање није било ново у медицини, али страст са којим се Елизабета укључила у реализацију радне терапије било је изузетно. Од осамнаестог века, радна терапија била је део „моралног“ третмана у пионирским менталним установама, као што је Ретрит у Јорку, док је терапија радом била усвојена у неким напредним менталним болницама у Шкотској и у САД, а коришћено је као помоћно средство у лечењу војника повређених током Првог светског рата. Та сазнања и искуства постала су камен темељац за лечење радном терапијом којеу су примењивала Елизабетиних психијатријских пацијената у Dorset House's  Бристол, болници коју је основала Елизабета и одакле је покренула прву школу радне терапије у Великој Британији.

## Елизаветино наслеђе у лечењу менталних поремећаја
Иако је Елизабета Касон била инспиративни и креативни психијатар, она  се данас вероватно више памте међу радним терапеутима него међу колегама психијатрима. Радна терапија на начин како  је она то промовисала у установама у којима је радила, данас је нешто другојачија и мање фокусира на креативне уметности, а више на класичној рехабилитацији. У том контексту многи сматрају да се можда  Елизабетино наслеђе огледа баш у томе што нас информише о вредности креативних уметности у психијатрији и наводи да је у тој области један од њених циљева промоција и разумевање употребе уметности у лечењу менталних поремећаја. То најбоље илуструју ове Елизабетине рачи:
Код оних који ткају треба приметити оригиналност боја и дезена, чији резултати су задовољавајући. Платнене крпе, џепови, јастучнице, мараме и материјали за сукње и одела се ткају и касније дорађују на различите начине.
Својим утицајем у друштвеним реформама и покретима у уметности и занату, Елизабета Касон, заједно са Џоном Раскином (1819–1900) и Октавијом Хил (1838–1912) идентификовала се као покретач у развоја радне терапије у Уједињеном Краљевству.